# Аверкієв Олександр Єгорович
Олександр Єгорович Аверкієв (1788 або 1790 — 1858) — таємний радник, сенатор, полтавський губернатор.

## Життєпис
Народився 16 (27) серпня 1788 або 1790 року.
Почав службу сенатським канцеляристом у 14 років — вміючи тільки читати та писати — 6 грудня 1802 року. З отриманням першого чину, 31 грудня 1805 був переведений в канцелярію державного скарбника і виявив блискучі здібності. У 1815 році отримав посаду радника тверської казенної палати.
З 17 лютого 1821 — губернський прокурор у Твері. Аверкієв обревізував губернські присутні місця, потім був призначений прокурором до Володимира.
У 1829 був переведений в начальники II відділення Департаменту різних податків і зборів Міністерства фінансів.
Виготовлений у дійсні статські радники 7 серпня 1836 року.
З 19 квітня 1835 р. по 31 січня 1838 р. перебував тверським віце-губернатором. У 1838 році, проїжджаючи через Тверську губернію, імператор Микола Павлович, «знайшов Аверкієва гідним заохочення та підвищення» і 13 вересня йому був наданий орден Св. Володимира 3-го ступеня.
З 26 січня 1839 року по 9 вересня 1840 р. — Тульський губернатор.
З 9 вересня 1840 року по 14 жовтня 1843 р. перебував на посаді Полтавського губернатора. Тут привернув до себе увагу дбайливістю про влаштування щойно заснованого інституту шляхетних дівчат Її Величності, і Государ Імператор при проїзді через Полтаву «убачити відмітив відмінний порядок і облаштування», виявив Аверкієву Найвищу милість.
14 жовтня 1843 року йому наказано бути директором Департаменту господарських справ Головного Управління Шляхів Сполучення та громадських будівель. В 1848 призначений членом ради Головного Управління, а в 1849—1850 рр. ревізував IV та III округи цього Управління.
У 1853 році отримав в управління Департамент залізниць, з виробництвом з 17 квітня призначений у таємні радники. З 31 грудня 1855 був призначений сенатором: спочатку 2-го відділення п'ятого департаменту, а потім, в 1857, в департамент герольдії.
Був поміщиком Нижегородської губернії, Горбатовського повіту, де мав родових 144 десятини та придбаних у Тверській губернії 33 десятини.
Помер 15 (27) лютого 1858 року. Похований на Тихвінському цвинтарі Олександро-Невської лаври (разом із дружиною).

## Нагороди
- орден Св. Володимира 3 ст. (1838)
- орден Св Анни 2-го ступеня.
- орден Св. Станіслава 1-й ст.
- орден Св. Анни 1-й ст. з імператорською короною

## Родина
Дружина Ганна, уроджена Єсипова (08.03.1792-23.05.1886).
Їхня дочка — Анастасія Аверкіна (1822—1870), була одружена з Володимиром Назимовим.